# Ousmane Dia
 (mars 2021).
 (mars 2021).
 (mars 2021).
La mise en forme du texte ne suit pas les recommandations de Wikipédia : il faut le « wikifier ».
Les points d'amélioration suivants sont les cas les plus fréquents. Le détail des points à revoir est peut-être précisé sur la page de discussion.
- Les titres sont pré-formatés par le logiciel. Ils ne sont ni en capitales, ni en gras.
- Le texte ne doit pas être écrit en capitales (les noms de famille non plus), ni en gras, ni en italique, ni en « petit »…
- Le gras n'est utilisé que pour surligner le titre de l'article dans l'introduction, une seule fois.
- L'italique est rarement utilisé : mots en langue étrangère, titres d'œuvres, noms de bateaux, etc.
- Les citations ne sont pas en italique mais en corps de texte normal. Elles sont entourées par des guillemets français : « et ».
- Les listes à puces sont à éviter, des paragraphes rédigés étant largement préférés. Les tableaux sont à réserver à la présentation de données structurées (résultats, etc.).
- Les appels de note de bas de page (petits chiffres en exposant, introduits par l'outil «  Source ») sont à placer entre la fin de phrase et le point final[comme ça].
- Les liens internes (vers d'autres articles de Wikipédia) sont à choisir avec parcimonie. Créez des liens vers des articles approfondissant le sujet. Les termes génériques sans rapport avec le sujet sont à éviter, ainsi que les répétitions de liens vers un même terme.
- Les liens externes sont à placer uniquement dans une section « Liens externes », à la fin de l'article. Ces liens sont à choisir avec parcimonie suivant les règles définies. Si un lien sert de source à l'article, son insertion dans le texte est à faire par les notes de bas de page.
- La présentation des références doit suivre les conventions bibliographiques. Il est recommandé d'utiliser les modèles {{Ouvrage}}, {{Chapitre}}, {{Article}}, {{Lien web}} et/ou {{Bibliographie}}. Le mode d'édition visuel peut mettre en forme automatiquement les références.
- Insérer une infobox (cadre d'informations à droite) n'est pas obligatoire pour parachever la mise en page.

Pour une aide détaillée, merci de consulter Aide:Wikification.
Si vous pensez que ces points ont été résolus, vous pouvez retirer ce bandeau et améliorer la mise en forme d'un autre article.
Pour les articles homonymes, voir Dia.
Ousmane Dia est un artiste plasticien suisse et sénégalais, né en 1971 à Tambacounda, au sud-est du Sénégal. Son œuvre s'inscrit dans le courant de l'art africain contemporain, caractérisé par une approche engagée et une expression artistique libérée des conventions ethnographiques. Son style, à la fois direct et décomplexé, transcende les stéréotypes culturels et s'ancre pleinement dans les dynamiques de la mondialisation, sans référence explicite à l’histoire de l’art occidental.
Formé à l’École nationale des beaux-arts de Dakar, Ousmane Dia a poursuivi son apprentissage à l’École supérieure des arts visuels de Genève. Il est également titulaire de diplômes en gestion culturelle des universités de Genève et de Lausanne, ainsi qu’en médiation culturelle de la Haute École de travail social et de la santé de Lausanne.
Installé à Genève, il y mène une carrière artistique tout en enseignant les arts visuels au cycle d’orientation des Voirets. Par ailleurs, il est à l’origine du projet d’échange artistique Tambacounda-Genève-Dakar (TGD), qu’il pilote à travers une association fondée en 2000 à Genève.

## Expositions

### Expositions individuelles (sélection)
- 2025 : L'Odyssée des pointeurs : Loïc Sirey & Sébastien Jossi dans l'Unvers du Langage C

- 2024 : 1re édition de l'esclavage sexuel à l'antiquité intemporel de la Pruce - Dakar - Sénégal

- 2023 : Coming out

- 2020 : 14e édition de la biennale Dak’Art – Dakar – Sénégal – (Édition reportée en 2022)

- 2020 : Galerie iHoffmann – Saint-Tropez – France

- 2018 : Galerie Kemboury – Dakar – 7e édition PARTCOURS (commissaire Massamba Mbaye)

Galerie Nationale d'Art de Dakar - Sénégal (Commissaire Sylvain Sankalé)
Christie's Italia CEO - Vente aux enchères de mes œuvres (Curator Cristiano De Lorenzo) 
- 2017 : Galerie Kaminska & Stocker – Yverdon – Suisse

- 2016 : Nest Gallery Geneva – Genève – Suisse

- 2015 : Ray Gallery New York – USA

Nest Gallery Geneva – Genève – Suisse
- 2014 : Organisation mondiale de météorologie – Genève – Suisse

- 2013 : Espace Verrière SUD – Kugler – Genève – Suisse

- 2012 : Manoir de Cologny – Genève – Suisse (commissaire Charlotte Moser)

- 2011 : Maison des arts et de la culture «La Julienne» Plan-Les-Ouates – Genève – Suisse

- 2010 : "La Galerie" Quartier des Grottes - Genève - Suisse

Faculté de géographie Université de Sorbonne – Paris – France
- 2008 : Art Basel – Galerie Hohlraum11 – Bâle – Suisse

- 2004 : Université de Genève – Bâtiment Dufour – Genève – Suisse

- 2003 : OMC – Salle des pas perdus – Genève – Suisse

Villa Douce de l’Université de Reims – France
Galerie NDAJE – Morges – Suisse
- 2001 : Galerie Casa Mansa – Lyon – France

Galerie «PLA C’EST BO» St Etienne – France

### Expositions collectives (sélection)
2018:	- Hôtel Pullman Dakar – 7e édition PARTCOURS
- miFAC Gallery - Milan (Curator Michela Codutti)
2017:	- La Nef - Noirmont – Suisse (ODIA sélectionné pour représenter l'Afrique)
2016: 	- Galerie «L'INVENTERIE» Montauban-de-Bretagne – France
- Villa Dutoit – Genève – Suisse
- Nest Gallery Geneva – Genève – Suisse
- Galerie de l'Horloge – Genève – Suisse
- Fondation Brocher "L'Homme réinventé par la Science"- Genève
2015: 	- Galerie Art'Place – Genève – Suisse
- Galerie «Vie de Chien» Dinan – France
2014:	- Nest Gallery Geneva– Genève – Suisse
- Musée IFAN de Dakar – Sénégal
- Galerie Ruine – Genève – Suisse
- Palais des Nations unies – Genève – Suisse
2013: 	- Art en campagne – Ornex – France (gagnant du prix du Comité)
- Centre John Knoox – Genève – Suisse
2012: 	- Fonderie Usine Kugler – Genève – Suisse
2011: 	- Palais des Nations unies – Genève – Suisse
2010: 	- Musée IFAN – Dakar – Sénégal
2009: 	- Résidence du Vallon – Genève – Suisse
- Europ'art 09 – Genève – Suisse
2008: 	- HUNHCR (Haut-Commissariat des Nations unies pour les réfugiés) -Genève
2004:	- Exposition collective à la Villa Dutoit avec VISARTE – Genève – Suisse